# Beargarden

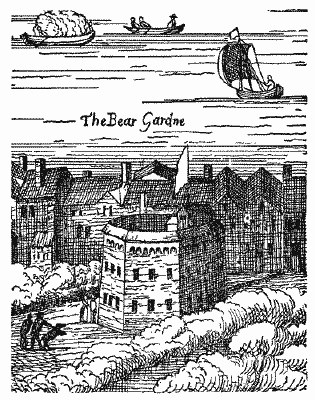
Der Beargarden in Claes Janszoon Visschers Map of London, veröffentlicht 1616, stellt aber die Stadt viele Jahre zuvor dar

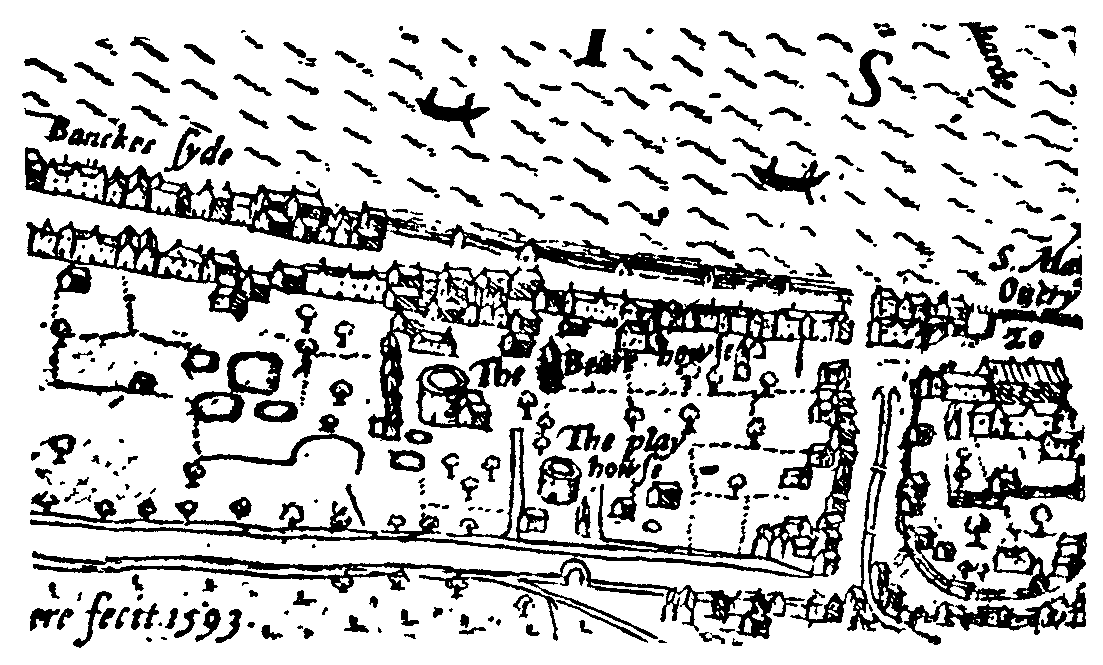
Der Beargarden und das Rose Theatre dargestellt in John Nordens Map of London von 1593

Der Beargarden oder Bear Pit war eine Unterhaltungsstätte mit Tierhatzen, dem sogenannten Bear- und Bullbaiting, in und um London während des 16. und 17. Jahrhunderts vom Elisabethanischen Zeitalter bis zur Stuart-Restauration. Samuel Pepys besuchte 1666 zusammen mit seiner Frau eine Veranstaltung und beschrieb sie als „ein grobes und widerliches Vergnügen“ („a rude and nasty pleasure“). Das letzte überlieferte Spektakel an diesem Ort war die Hatz und Tötung eines Pferdes am 12. April 1682.

## Ort
The Beargarden war ein runder oder mehreckiger, nach oben offener Bau, vergleichbar den Theaterhäusern, welche in und um London seit 1576 errichtet wurden. Zeitgenössische illustrierte Stadtkarten Londons zweigen ein solides dreistöckiges Gebäude, welches den benachbarten Theaterhäusern ähnlich war. Es befand sich auf der Bankside, am Südufer der Themse in Southwark, genau gegenüber der City of London; allerdings ist die genaue Position nicht gesichert und wechselte über die Jahre und den jeweiligen Neubauten. Dokumente aus der Mitte des 16. Jahrhunderts beziehen sich auf eine Bearbaiting-Arena in Paris Garden, der Liberty am westlichen Ende der Bankside. Die Namen der Einrichtung und sein Ort werden üblicherweise vermengt: John Stow, schrieb 1583 über den Veranstaltungsort als „The Beare-garden, commonly called the Paris garden.“ („Der Beargarden, gemeinhin genannt der Paris Garden“). Karten aus dem Ende des 16, Jahrhunderts (Speculum Britanniae von 1593 und Civitas Londini von 1600) zeigen den Beargarden weiter östlich im Liberty of the Clink, wo es sich nordwestlich des Rose Theatre befand. Das Gebäude könnte versetzt worden sein, so wie z. B. das The Theatre 1598–1259 abgerissen und als Globe Theatre anderer Stelle neu aufgebaut wurde.

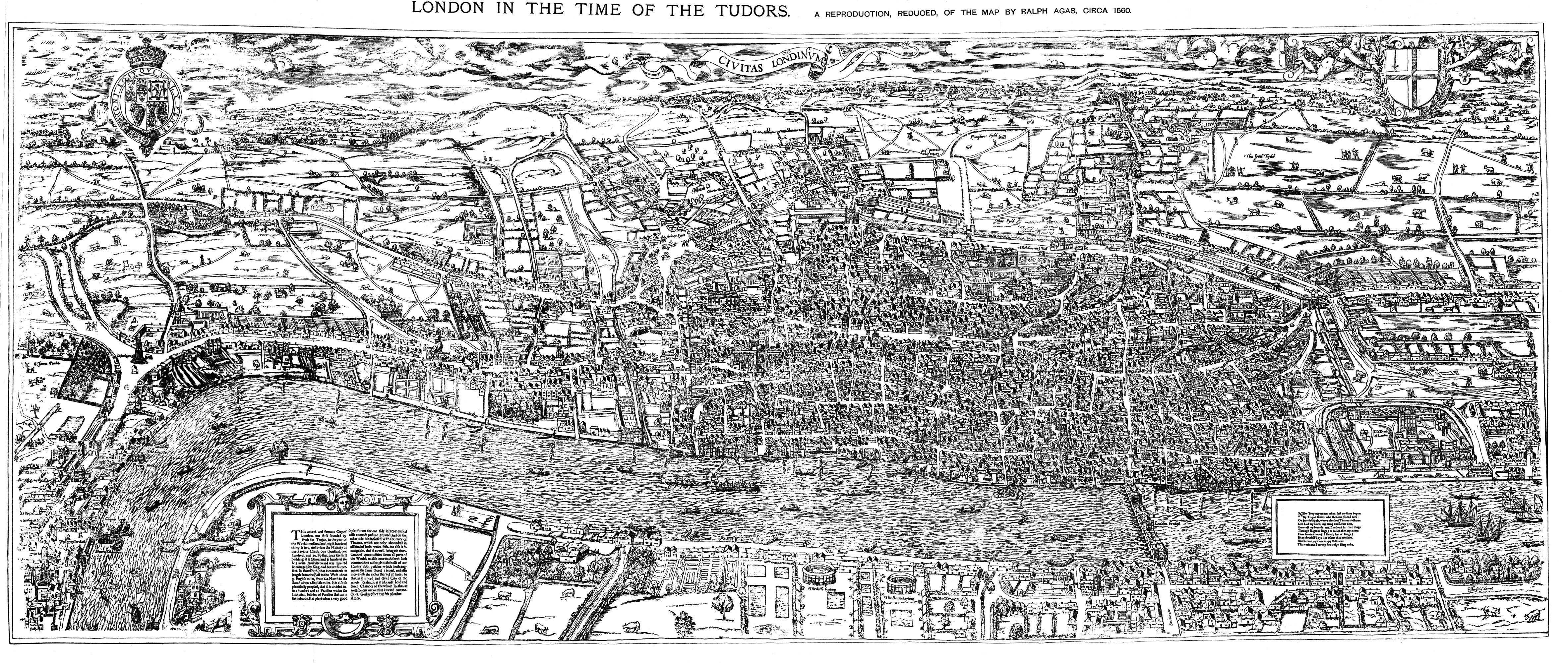
Eine der ersten Stadtansichten Londons, 1633; Hier in einer Reproduktion von 1874

Das Baujahr des ersten Beargarden ist ebenso unklar. Eine der ersten, im Holzschnittverfahren gefertigten Stadtansichten Londons zeigt den Beargarden im Jahr 1633. Die Frage nach dem Standort und Baudaten des Beargarden wird durch die Tatsache erschwert, dass in dieser Zeit an mehr als einem Ort in Southwark Tierkämpfe betrieben wurden. Die Karte von 1633 zeigt sowohl eine Bull- als auch eine Bearbaiting-Arena, die nahe beieinander liegen (Bullen im Westen, Bären im Osten). John Taylor erwähnte 1620 oder 1621 vor Gericht (Court of Exchequer) dass „das Vergnügen des Bearbaiting an vier verschiedenen Plätzen abgehalten wurde: bei Mason Stairs an der Bankside [auf Höhe der heutigen Millennium Bridge], in der Nähe der Maid[en] Lane an der Ecke von Pike Garden [etwa Park Street], im Beargarden, der auf einem Grundstück lag, welches im Besitz von William Payne war und an dem Ort, an dem sie jetzt abgehalten werden.“
In der öffentlichen Wahrnehmung ragte ein weiterer Veranstaltungsort im Paris Garden hervor. William Fleetwood, ein angesehener Rechtsanwalt in hohen Ämtern, beschrieb den Ort als „Treffpunkt von ausländischen Botschaftern mit ihren Informanten und Geheimdienstagenten; in der Nacht sei der Ort derart finster und von Bäumen überschattet, dass es 'Katzenaugen' benötige, um sehen zu können.“ Botschafter und Reisende waren oft im Beargarden zu sehen; so wurde am 7. September 1601 der bekannte französische Edelmann Charles de Gontaut, duc de Biron zusammen mit dem Seefahrer und Spion Sir Walter Raleigh gesehen.

## Ereignisse
Am Sonntag, den 13. Januar 1583 wurden acht Zuschauer getötet und viele verletzt, als eine Tribüne im Beargarden unter ihrem Gewicht zusammenbrach. Die Puritaner, nicht nur Tierkämpfen, sondern auch allen weltlichen Freizeitvergnügen gegenüber feindlich eingestellt, kommentierten diesen Unfall als Antwort auf Gottes Missfallen. Der Beargarden schloss nach diesem Unglück für einige Monate.
Die englische Hof verfügte über einen offiziellen Bärenwart („Bearward“), einem „Beamten, verantwortlich für seine Bären, Bullen und Mastiffs“. Diesen Posten gibt es mindestens seit der Regierungszeit Richard III. (Mastiffs waren die züchterischen Vorläufer der Bulldogge, deren Name aus diesen Tierhatzen stammt.) 1573 wurde ein Ralph Bowes als Queen Elizabeths „Master of Her Majesty’s Game at Paris Garden.“ bestellt (Elisabeth war, wie andere Aristokraten jener Tage auch, ein großer Anhänger der Tierkämpfe).
1604 erwarben Philip Henslowe, der bereits sein 1594 ein kommerzielles Interesse an Tierhatzen hatte, zusammen mit seinem Schwiegersohn Edward Alleyn die königliche Erlaubnis (orig. „the royal office of the Mastership“) für £450, und betrieben das Gewerbe der Tierkämpfe neben ihren Theaterproduktionen. Henslowe übernahm 1611 Alleyns Anteil für £580. Dieser fiel jedoch an ihn zurück, als sein Schwiegervater 1616 verstarb. 1613 legten Henslowe und sein neuer Partner Jacob Meade den Beargarden nieder und ersetzten ihn im Jahr darauf mit dem Hope Theatre. Das Hope wurde als Multifunktionsgebäude für Theaterspiel und Tierkämpfe angelegt. Hierfür wurde die Theaterbühne leicht demontierbar konstruiert. Jedoch war der Anteil der beliebten Tierkämpfe größer als die Schauspiele, sicher mit ein Grund, dass das Hope weiterhin Beargarden genannt wurde. Naturgemäß befanden sich auch Stallungen am Gebäude. Nach einer der ersten Theateraufführungen (Bartholomew Fair) vom Autor des Stückes Ben Jonson der Ort als „as dirty as Smithfield and stinking every whit“ („dreckig wie Smithfield [Londoner Stadtteil mit Viehmarkt und Schlachtereien] und stinkt genau so“) bezeichnet.

## Spektakel

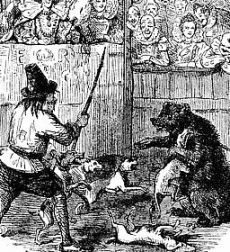
Eine Bärenhatz im Beargarden

Überlieferte Beschreibungen der im Beargarden dargebotenen Unterhaltungen muten unserer Tage sehr befremdlich an. Die Menge amüsierte sich u. a. über das Auspeitschen des alten blinden Bären „Harry Hunks“, bis ihm das Blut über die Schultern lief. (Einigen Bären, vermutlich den Widerstandsfähigsten und den Bewunderten, wurden die Namen wie „George Stone“, „Ned Whiting“ oder „Sackerson“ gegeben. Letzterer erlangte auch einige Berühmtheit.)
Die Bären, deren Krallen und Fangzähne entfernt wurden, wurden über einen Nasenring oder eine Halskette an einem Pfahl in der Mitte einer Arena festgebunden. Danach wurden Hunde eingelassen (nach zeitgenössischer Beschreibung drei bis vier), die den Bären angriffen und versuchten, ihn bei der Kehle oder bei der Schnauze zu packen. War dieses Ziel erreicht, wurden die Kombattanten getrennt und die Kampfrunde war beendet. Der gesamte Kampf war erst beendet, wenn der Bär sichtlich erschöpft war. Weniger oft wurden Löwen gehetzt (in der Spielzeit 1604/1605 und 1609/1610). Bären und Löwen zu erwerben waren sehr kostspielig und der Tod der teuren Tiere nicht das Ziel der Veranstaltung. Bei preiswerter zu erstehenden Pferden und Stieren hingegen schon. Zumal sie hernach noch als notwendiges Futter für die Bären, Löwen und Hunde dienen konnten.
Ein früher Bericht aus dem Besuch von Juan Esteban Manrique de Lara y Cardona Herzog von Nájera im Jahr 1544 schilderte die Variante „Ape on Horseback“:
"... ein Pony mit einem auf seinem Rücken gebundenen Affen und zu sehen wie das Tier nach den Hunden trat, mit den Schreien des Affens; zu sehen wie die Köter von den Ohren und Nacken des Pony hingen, war wirklich sehr zum Lachen."
Pepys schildert, wie ein Bulle einen Hund in eine Zuschauerloge schleuderte. Andere Schilderungen beschreiben, wie die Stiere die angreifenden Hunde in die Luft warfen und die fallenden Tiere mit ihren Hörnern aufspießten.
Die Shows boten auch ein Rahmenprogramm; so sollen nach zeitgenössischen Beschreibungen Musik, Feuerwerk und Spezialeffekte eingesetzt worden sein. Der deutsche Reisende Lupold von Wedel beschrieb 1584 ausführlich die Dramaturgie und Varianten einer solchen Veranstaltung:
1. Bärenhatzen: nacheinander werden drei verschieden große Bären von Hunden gehetzt
2. Pferdehatz: zur Auflockerung wird ein Pferd in die Arena geschickt
3. Bullenhatz: ein Stier wird gehetzt
4. Männer und Frauen kommen tanzend, improvisierend und kämpfend in die Arena. Ein Mann wirft Brot in die Menge. Über den Zuschauern befindet sich eine Rose, die in Brand gesetzt wird und die daraufhin Äpfel und Birnen verliert. Die Zuschauer prügeln sich um die Kostbarkeiten und werden durch daruntergemischtes Feuerwerk zusätzlich in Aufregung versetzt.
5. Großes Abschlussfeuerwerk[7]

Das letzte überlieferte Spektakel an diesem Ort war die Hatz „eines edlen aber bösen Pferdes“ („a fine but vicious horse“) zu Ehren des marokkanischen Botschafters am 12. April 1682. Das Pferd soll zuvor mehrere Menschen und Pferde getötet haben [reißerische Anpreisung?]. Es überlebte die Angriffe und schlug die Hunde in die Flucht. Um das unzufrieden tobende Publikum zu besänftigen, wurde das Pferd mit einem Schwertstich getötet.

## Ergänzungen
- Am alten Ort an der Bankside befindet sich noch eine Gasse, die den Namen Beargarden trägt.
- Der Begriff Beargarden wird heute von einem Hersteller von Teddybären und Stofftieren aus Surrey verwendet.
- Ein weiterer Ort für diese Tierkämpfe nannte sich Hockley-in-the-Hole und befand sich in Clerkenwell, nordwestlich der City of London.
- Das Bullbaiting, wie auch andere Tierhatzen und Hahnenkämpfe, wurde in England und Wales im Cruelty to Animals Act von 1835 verboten.[10] Schottland folgte dem Verbot 1895.